# Kerimäki
Kerimäki est une ancienne municipalité du sud-est de la Finlande, dans la région de Savonie du Sud.
Au 1er janvier 2013, la commune de Kerimäki a fusionné avec la ville de Savonlinna.

## Géographie
Les lacs couvrent 32 % de la superficie de l'ancienne municipalité, notamment le gigantesque Puruvesi, à l'eau si pure qu'elle est potable avant son traitement. La forêt couvre l'essentiel des terres émergées, et la plupart des 32 villages ne sont que de petits hameaux.
Kerimäki est accessible par la nationale 14.

## Église de Kerimäki
La commune se différencierait peu de ses voisines si elle n'abritait pas la plus grande église de bois au monde.
L'édifice néoclassique, colossal (45 mètres de long, 42 de large et 37 de haut), compte 3 000 places assises et peut accueillir jusqu'à 5 000 personnes.
Principale curiosité touristique de la commune, l'église attire pas moins de 50 000 touristes par an, souvent dans le cadre d'une visite groupée avec Savonlinna et Punkaharju.
Elle fut terminée en 1847 après 3 ans de travaux et consacrée en 1848.
Contrairement à des rumeurs disant que l'architecte avait confondu les coudées et les mètres, il semble que l'intention eut été plutôt d'affirmer l'importance de Kerimäki en construisant une église sans égal dans le pays, et que cette église puisse abriter la moitié de la population d'une paroisse alors plus peuplée qu'aujourd'hui.
Seul petit problème de conception, elle est beaucoup trop chère à chauffer et donc inutilisable pendant le long hiver.
Pour remédier à ce problème, une petite église d'hiver a été édifiée à proximité en 1953.

## Galerie

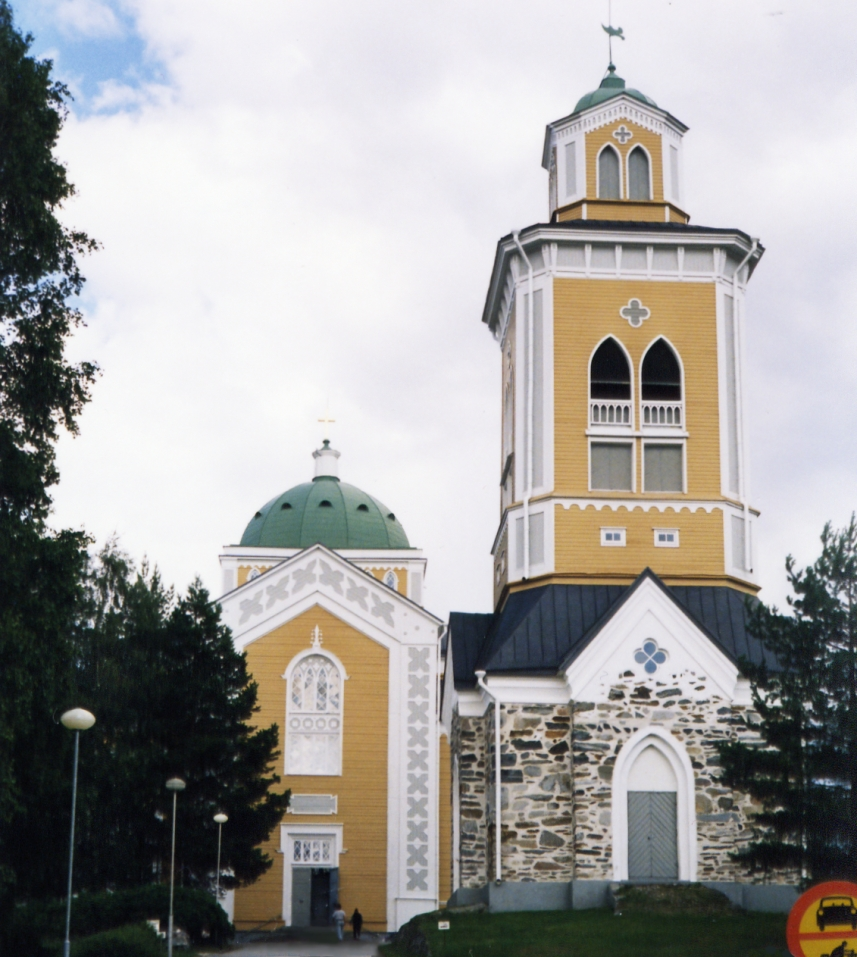
L'Église de Kerimäki
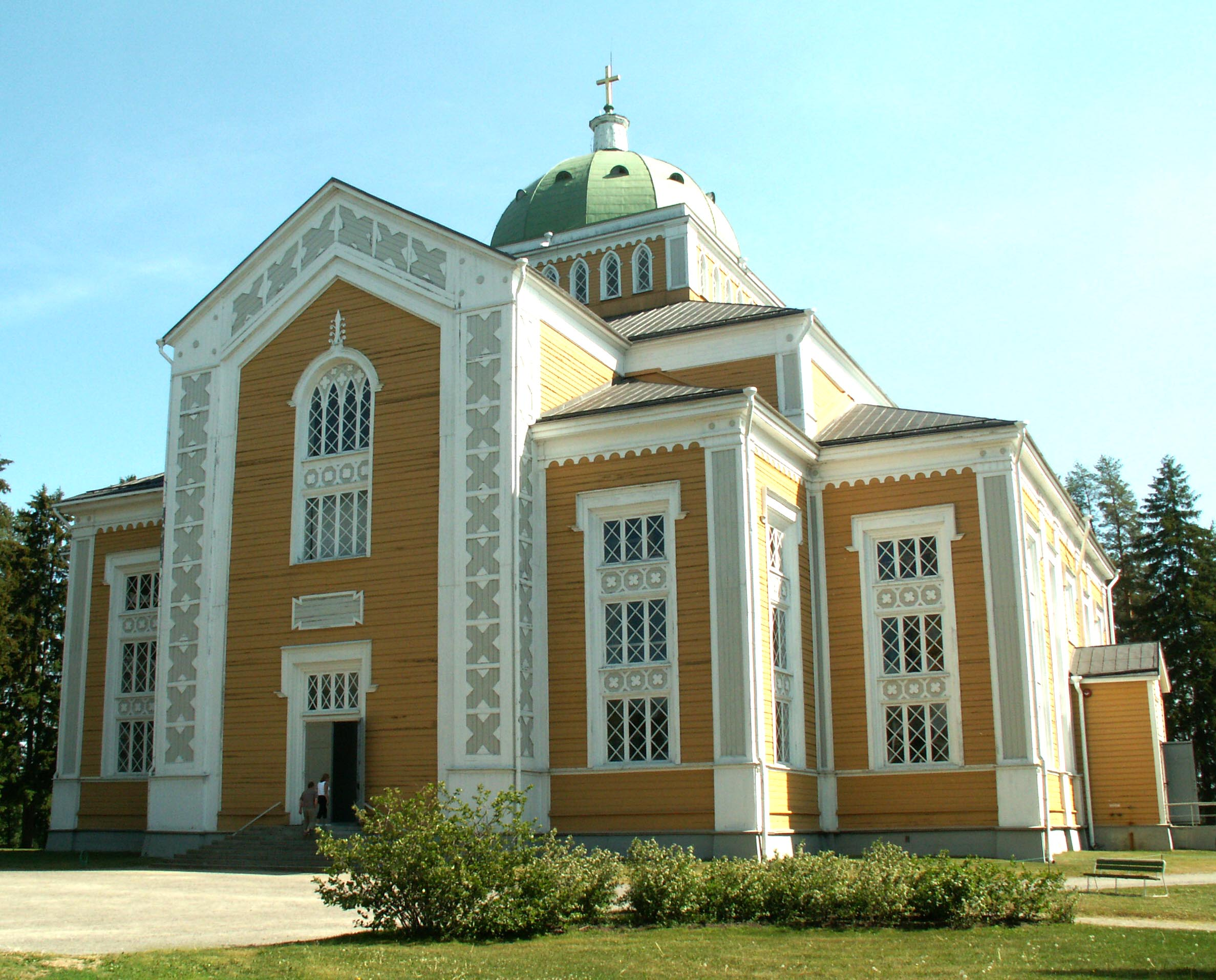
L'Église de Kerimäki
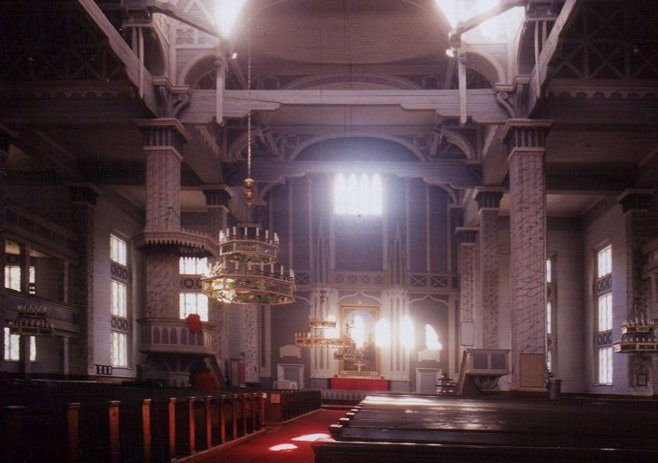
Intérieur de l'église
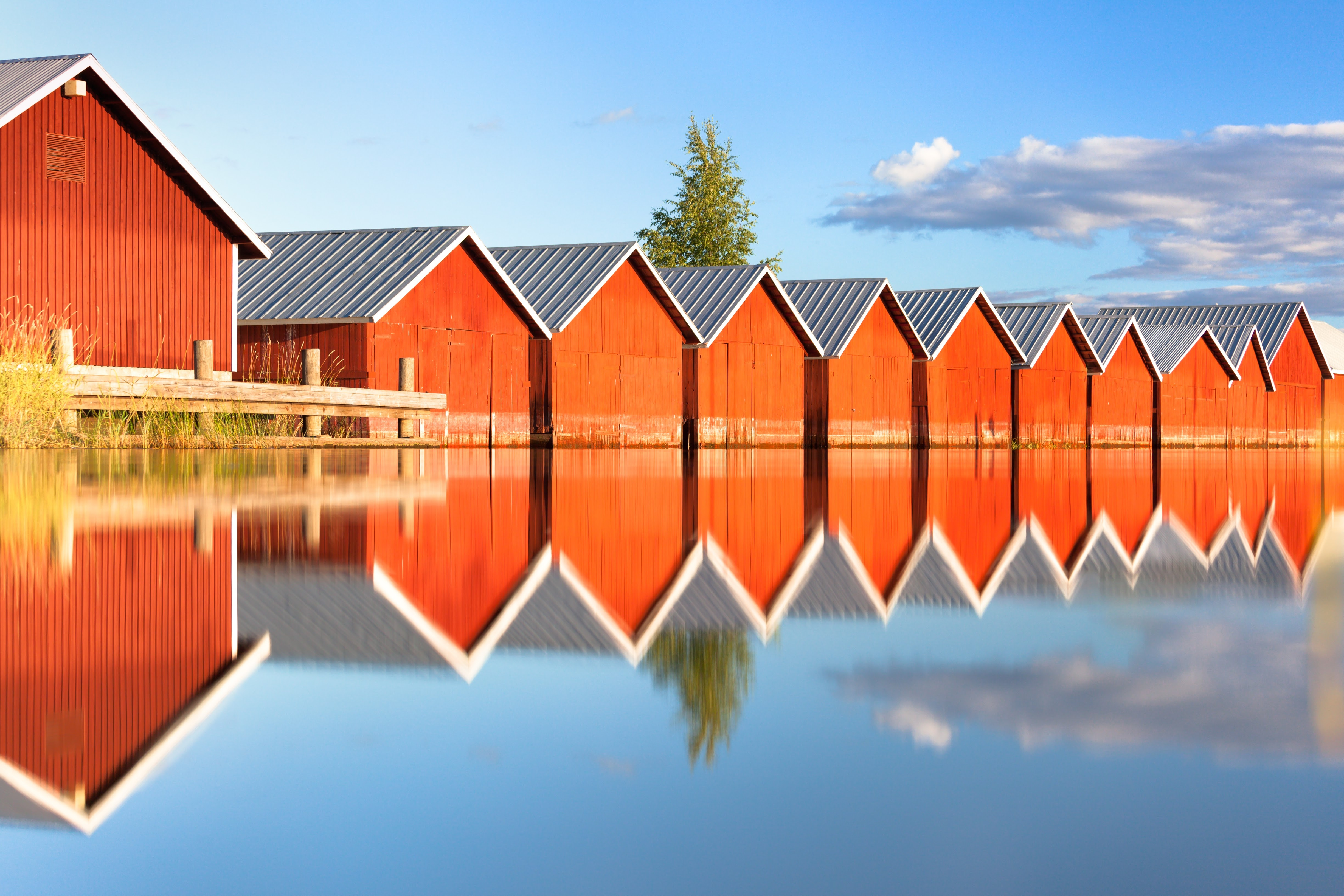
Maisons à bateaux à Kerimäki. Aout 2013.